# 伯明翰新街站

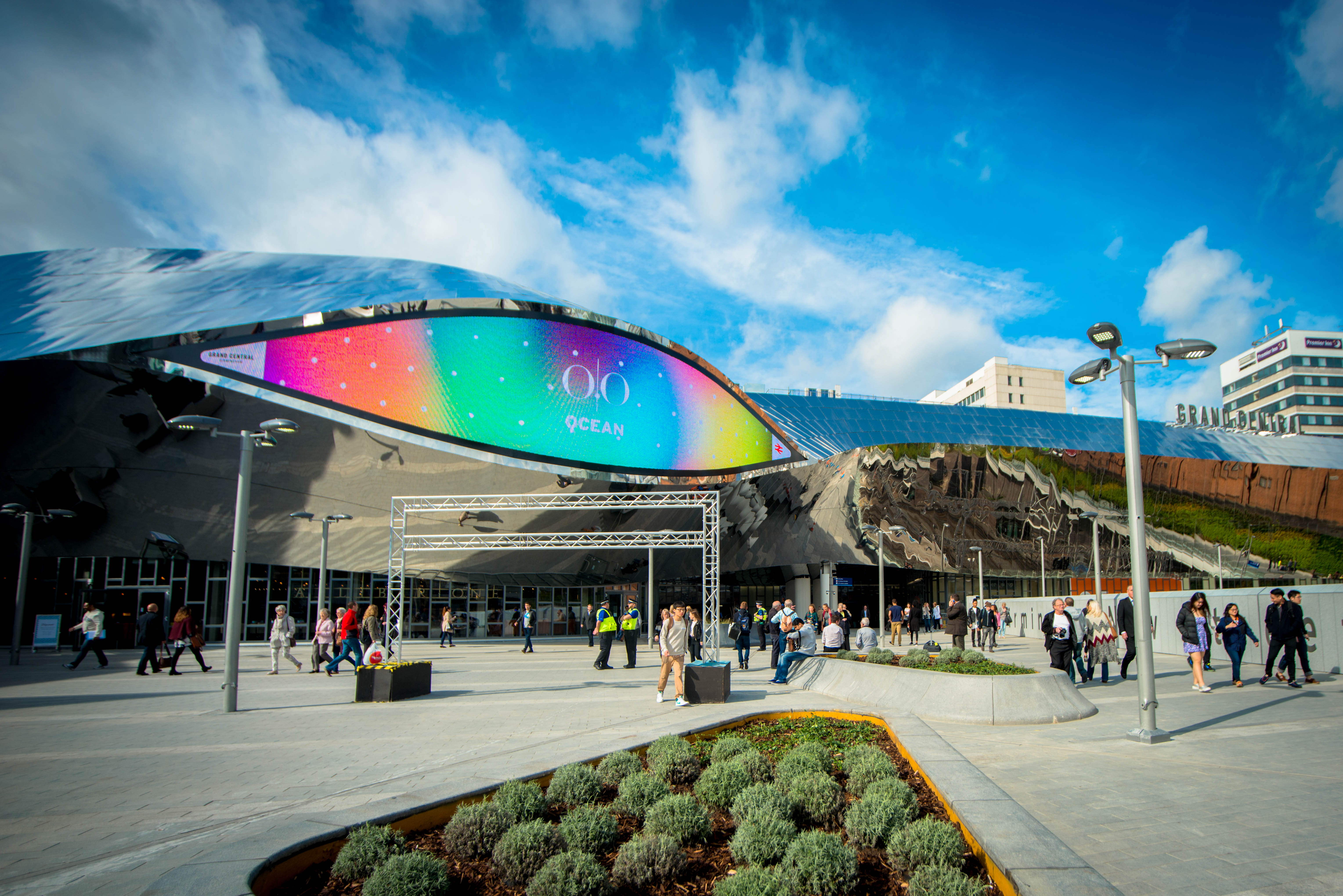
伯明翰新街站

伯明翰新街站（英語：Birmingham New Street station）是英國的鐵路車站，該站位於英格蘭伯明翰市中心。伯明翰新街站是伯明翰主要的鐵路車站，也是英國鐵路路線網中重要的樞紐車站。在英國的鐵路公司中，英國縱貫鐵路、倫敦與西北鐵路、Avanti West Coast、威爾士交通局鐵路均有列車以伯明翰作為始發站或終點站。伯明翰新街是英國第8繁忙的車站，也是倫敦以外英國最繁忙的車站。

## 简介
因为新街与车站平行，车站以新街命名。车站一直没有直接到街道上的出入口，必须穿过购物中心。过去，车站的主要出入口是在新街旁的史蒂芬森街。截至2020年，车站的出入口分别位于史蒂芬森街、小溪金钟道、山街和航海街。
新街站是英国第六大最繁忙的火车站，也是伦敦以外最繁忙的火车站，2018年4月至2019年3月，新街站的进出站旅客达4.79万人次。它也是伦敦以外最繁忙的换乘站，每年在该站换乘的旅客仅有700多万人次。2018年，新街站的乘客满意度为92%，在全英排名第三。
原新街站于1854年开业。在建造时，新街站拥有世界上最大的单跨度的拱形屋顶。作为一个封闭式的车站，其大部分跨度的建筑都是封闭式的，客流量是其设计时的两倍多，但更换后的车站并不受用户欢迎。2015年9月，一个名为 "Gateway Plus"的5.5亿英镑的车站重建项目正式开启。它包括一个新的大堂、新的外立面和Stephenson街的新入口。

## 历史

### 初代车站
1846年至1854年间，伦敦和西北铁路公司（LNWR）在伯明翰市中心建造了新街站，该站位于被称为 "The Froggery "的沼泽地的几条街道上，取代了市中心郊区的几个早期铁路终点站，其中最明显的是1838年开通的Curzon街，该街已不再适合交通量。
截至1885年，LNWR与米德兰铁路公司共用该车站。1885年起，米德兰铁路公司在原有的车站旁开设了自己的扩建部分，供其列车专用，有效地形成了两个并排的车站。到了1900年，新街火車站平均每小時有40列列車出發和到達，在高峰期時，平均每小時有53列列車。

#### LNWR车站
1846年，LNWR获得了一项议会法案，将其线路延伸到伯明翰市中心，这涉及到征用约1.2公顷（3英亩）的土地，并拆除了Peck Lane、The Froggery、Queen Street和Colmore Street的约70栋房屋。 车站未完工的时候便作为Stour Valley线（往Walverhampton）的终点站使用了2年。1854年6月1日，车站正式启用，在正式启用的当天，LNWR的Curzon Street站对定期客运服务关闭，伦敦方向的列车开始使用New Street站。
该车站由Edward Alfred Cowper设计，也就是水晶宫的设计者。由福克斯、亨德森建筑公司（Messrs. Fox, Henderson & Co.）建成。新街站拥有世界上最大的单跨铁路和玻璃拱形屋顶，宽度为211英尺（64米），长840英尺（256米）。它原本是由三根立柱支撑的，但很快就意识到支撑立柱会严重限制铁路的运行。因此，Cowper的单跨设计被采用，尽管它比当时最宽的屋顶跨度要宽62英尺（19米）。乔治-吉尔伯特-斯科特（George Gilbert Scott）称赞了New Street的屋顶，他说："一个铁制屋顶在最正常的情况下，太像蜘蛛一样的结构是不美观的，但只要稍加注意，这个缺陷就会被消除。最美妙的标本，可能是在伟大的伯明翰站的那座车站..........."新街刚开业时，理查德-福斯特把新街形容为 "伯明翰的大中央车站"。
车站内部的轨道和月台布局是由罗伯特-史蒂芬森和他的助手们设计的；该站共有9个月台，包括4个直通式月台和5个月台。位于史蒂芬森街的主入口建筑包括John William Livock设计的皇后酒店，该酒店于同一天开业。它是以意大利风格建造的，最初有60间客房。该酒店多年来经过多次扩建，在1917年增加了一个新的西翼，达到了最后的形态。
这时的车站规模可以从1863年版《布莱德肖指南》中的车站条目中得知：
在1905年查灵十字站发生类似的屋顶倒塌事故，造成6人死亡，作为预防措施，在1906-07年期间，本车站的屋顶加装了钢拉杆，以加固屋顶。

#### 米德兰铁路车站
米德兰铁路公司从1854年开始使用新街。然而，由于德比和布里斯托之间的列车如果使用本站必须掉头，所以许多列车绕过本站使用坎普山经停。这一问题在1885年得到了解决。米德兰铁路为此修建了一条新的南向通道，即伯明翰西郊铁路，延伸到新街，使往返于西南方向的直通列车可以在不倒车的情况下，通过新街运行。
为了应对交通量的增加，车站需要扩建，1881年开始建造。為了騰出空間，多數建築物（大多數是沿杜德利街的建築物）被拆除，包括多間平房、一些商業樓宇和一間小教堂。該擴建部分緊貼原車站南面興建，包括四個直通月台和一個月台，由一個玻璃和鋼製的車棚組成，車棚由兩層桁架拱門組成，寬58呎（18米），長620呎（189米），寬67呎（6英寸），長600呎（183米）。它是由英国水利部的总工程师Francis Stevenson设计的，扩建工程于1885年2月8日开工，完工后，新街的面积几乎增加了一倍，成为英国最大的车站之一，占地超过12英亩（4.9公顷）。
1885年初，对该站每天的用户人数进行了调查。在星期四，这个数字是22,452人，星期六是25,334人。
最初，新建的车站部分是由LNWR和Midland Railway共同使用的，但从1889年开始，只有Midland Railway的列车使用。它与原来的LNWR的车棚被Queens Drive分开，后者成为中央车道，但两者之间由一条横跨Queens Drive的人行天桥连接起来，横跨LNWR和Midland车站的整个宽度。皇后大道在20世纪60年代的重建中消失了，但这个名字后来被一条新的车道所使用，它为停车场和塔楼区提供了服务，也是车站的出租车的通道。
1910年2月1日，伦敦西北铁路公司在伦敦市内的新街和布罗德街之间开通了“城市到城市”的服务。这项服务只持续了5年，后因第一次世界大战，于1915年2月22日撤销。

#### 1923年的LMS铁路和二战期间的国有化
1923年，根据《1921年铁路法》，LNWR和Midland铁路与其他铁路公司合并为伦敦、Midland和苏格兰铁路（LMS）。1948年，这些铁路公司被国有化，并由英国铁路公司控制。在第二次世界大战期间，由于对伯明翰空中闪击，Cowper的屋顶遭受了大面积的炸弹破坏。战后，屋顶的残余部分被认为已无经济价值，于是被拆除。取而代之的是用剩余的战争材料制成的月台顶，一直使用到1960年代车站重建时才被拆除。

### 1960年重建
作为西海岸干线现代化计划的一部分，新街站在1960年代进行了全面重建。1964年开始拆除旧车站和皇后酒店，直到1966年才完成。重建后的新街站于1967年3月6日启用，以配合西海岸干线引入电动快车的开通。它耗资450万英镑建造（相当于2019年的828万英镑）。
新车站由英国铁路公司伦敦米德兰地区的首席规划师Kenneth J. Davies设计。 12个直通式月台取代了以前的8个直通式月台和6个月台。车站内设有自动扶梯、楼梯和升降机，可从大厅到达月台。新车站已出售其产权，导致在1968年至1970年期间在车站上方建造了Pallasades购物中心（当时称为伯明翰购物中心）。 新车站的公共道路权，以前由车站的人行天桥维护，通过一条穿过购物中心的蜿蜒路线保留在新车站。
车站上方还有一栋九层高的办公大楼，名为Ladywood House，和一个可以追溯到20世纪70年代的多层停车场。该停车场已于2012年5月关闭。Stephenson Tower是一栋20层高的住宅塔楼，于1965年至1966年期间建于车站旁。该塔楼由伯明翰城市建筑师设计，于2012年3月被拆除，作为车站重建的一部分。
1987年，凯文-阿瑟顿（Kevin Atherton）在新街站和伍尔弗汉普顿（Wolverhampton）之间竖立了12个不同的马雕，名为“铁马”，耗资12000英镑。
由于其封闭的地下站台，新街被消防部门指定为地下车站。在1990年代，为了遵守1987年国王十字街大火后对地下车站实施的更严格的消防条例，该站不得不进行了一些改造。1993年，在Wolverhampton车站的尽头开辟了一个新的封闭式人行天桥，通往月台的通道与主楼分开：这主要是作为一个消防出口，但从车站到Navigation Street的新出口对公众开放。月台上的所有木制装置都被拆除，在月台的楼梯和电梯脚下也安装了新的防火门。
20世纪60年代的混凝土结构车站的设计被广泛地批评说十分丑陋，作为一个封闭式的车站，其大部分跨度的建筑物和乘客人数是设计时的两倍多，到2007年，它并不受用户欢迎，用户满意率只有52%，是网络铁路主要车站中最低的。

### 新街信号箱
新街的电力信号箱于1964年建成，它是一座野蛮主义建筑，采用波纹混凝土结构，由约翰-毕克内尔和保罗-汉密尔顿与英国铁路公司伦敦中区地区建筑师威廉-罗伯特-海德利合作设计，这座四层高的建筑位于连接航海街的铁轨旁，是一座四层高的建筑。截至2020年，该建筑已被列为二级建筑。

### Don Jones的模型车站
Sutton Coldfield的一位铁路模型爱好者唐-琼斯（Don Jones）为整个60年代的车站及周围的建筑（包括旋转大厅、旧邮政局和信号箱）制作了一个比例尺的模型，并举办了开放日活动，为当地的慈善机构筹款。

## 翻新
2003年11月，该站被《乡村生活》杂志的读者评选为英国第二大“碍眼”车站，这是因为该站的亚地表性质和上世纪60年代的建筑风格。2007年，新街站被评为与利物浦莱姆街和东克罗伊登站并列的顾客满意度最差的车站，满意度只有52%；全国平均水平为60%。"
20世纪60年代的车站也已经不能满足它所处理的客流水平；它的设计容量为650列火车和每天60,000名乘客。2008年，该站有1350列列车，日均客流量超过12万人次，到了2013年，日均客流量为14万人次，这使得超员和以安全为由关闭的情况更加普遍。
2005年1月，有关该车站重建的可行性研究报告获得批准。2006年2月，在一个名为Gateway Plus的项目公示。
2006年推出了一项更新计划，并通过伯明翰Gateway、Gateway Plus和新街Gateway等名称发展起来。该计划建议在2013年之前全面重建临街建筑物，并翻新月台，轨道和月台水平基本保持不变。
在2006年8月获批准的规划申请中，该项目的外墙为圆角玻璃外墙。车站街的入口原本包括两座130米（427英尺）高的弧形塔楼，位于史蒂芬森大厦的原址上。由于经济放缓，"双塔 "计划被搁置。
2008年2月，交通大臣露丝-凯利宣布，交通部将通过政府白皮书《可持续发展铁路》（Delivering a Sustainable Railway）提供1.6亿英镑，此外还有1.28亿英镑。另外1亿英镑来自商业、企业和监管改革部，并通过地区发展机构Advantage West Midlands引导。该公告使政府在该项目上的总支出达到3.88亿英镑。在早期的方案被弃用后，经过征集设计方案，6位建筑师入围了新车站的设计名单，2008年9月，政府宣布由外交部建筑师事务所设计的新车站被选中。
重建计划包括：
新的大堂比1960年代的大堂大3.5倍，中央有一个圆顶的中庭，让自然光照进来。
翻新后的月台由新的自动扶梯和电梯到达。
新的車站外牆和新的出入口。
建議中的港鐵閘道發展計劃將使車站的鐵路容量或多或少不會有任何改變，但這並沒有逃過人們的注意。2008年7月，下议院交通委员会批评了这些计划：它不相信这些计划足以满足使用该站的列车数量。该委员会说，如果车站不能进行调整，政府需要寻找其他的解决方案，其中可能包括在城市中建立一个全新的车站。
重建工程于2010年4月26日开工，施工分阶段完成，以尽量减少干扰。2013年4月28日，新商场的一半对公众开放，1960年代的旧商场大堂和旧的入口一起被关闭重建，完整的大堂于2015年9月20日开放，四天后，Grand Central购物中心开业。整修后的Pallasades购物中心更名为Grand Central，其中包括一个新的John Lewis商店。在2015年12月30日的大风中，几块屋顶的瓦片被吹落，落在了旁边的车站街，因此警方作为预防措施，将其关闭。

### 历任站长
罗伯特-怀亚特，约1862-1867年、 1862–1867
凯特先生1867年-?
约翰-罗伯茨1875-1884年（曾任哈德斯菲尔德站站长）。
Thomas Wood 1884年-1885年（曾任曼彻斯特伦敦路站站长）。
John Wynne 1885-1892年
John Squires 1892-1908年
W. Cresswell 1908-191919
George Hadfield 1919-1934年
约瑟夫-哈里森
休伊特
Thomas Finch 1943[73]-1949年(曾任Watford Junction站站长)
W.H. Price 1949-1959年
Raymond E. Hardy（曾任Norwich站长，后任Newcastle upon Tyne站长）
塞西尔-亨利-斯万库特少校 1962年-1964年

## 营运状态
前往伯明翰的火车约有80%的服务都经过新街站，伯明翰的其他主要城市中心站是伯明翰摩尔街和伯明翰雪山站。

### 路网状态
新街站是西米德兰兹西部铁路网的枢纽，也是一个重要的国家枢纽。该站是由Network Rail运营和管理的20个车站之一，Network Rail还为该站提供运营人员。
所有站台上都有车站工作人员协助安全“调度”列车。出于运营方面的原因，所有从新街站出发的列车都要通过右转指示器（RA）进行调度。RA指示器显示一个信号，通知列车司机可以安全地启动列车，而不是使用传统的钟声或手摇信号。
12个直通月台分为A端和B端，在4B和5B之间多了一个叫4C的月台，B端朝向Wolverhampton站，这实际上是允许两倍的月台。长一点的列车，如390级或HST列车等长度过长的列车占据了整个站台。
往Proof House Junction（a端）方向的列车可从任何月台出发，但从b端出发的列车有限制。所有月台均可容纳开往Wolverhampton方向的列车，但由于月台布局和路桥支撑，只有5-12号月台可容纳开往Five Ways方向的列车。车站内有多个站台供列车停靠，5/6、7/8、9/10号月台之间。12号站台两端的月台在目前的重建中已经拆除。新街信号箱前的护栏也已被拆除。
所有的信号灯均由位于站内Wolverhampton或b端的New Street电力信号箱控制；在Navigation Street的街道上可以看到它。该站分配的是国际航空运输协会的位置标识符QQN。

#### 进站隧道
所有进出站的列车必须使用车站周围的几条隧道中的一条隧道。
斯图尔谷线隧道—向西行至苏豪交界处和狼獾岛，从国家室内体育馆下穿过。该隧道总长927码（848米），包括原新街北隧道（751码（687米）和延长线"Arena "隧道（176码（161米））。前者于1852年开通，是Stour Valley线的一部分，有两条轨道。
新街南隧道—长254码（232米），向东行进，经过Bullring和Birmingham Moor Street站下，向Duddeston、Adderley Park、Camp Hill线和Derby线的方向行驶，向Tamworth方向行驶。这条隧道于1854年开通，最初有两条铁轨，1896年拓宽为四条铁轨，其中有两条双轨平行孔。
Gloucester Line隧道是四条独立的隧道，向西南方向的Five Ways方向。
从新街（New Street）出发后继续经由若干隧道，顺次包括Holliday Street隧道，长307码（281米）；运河隧道，长225码（206米），从伯明翰运河航道下穿过；Granville Street隧道，长81码（74米）；以及Bath Row隧道，长210码（190米）。这些隧道于1885年开通，是伯明翰西郊铁路的一部分，有两条轨道。

### 客票服务
网络铁路公司除了运营车站外，还在主大厅设有客户接待处，并提供代步服务和列车调度服务。Avanti西海岸站的订票处和障碍物由Avanti西海岸站运营，CrossCountry和Network Rail提供客户服务或地面助行人员。Avanti West Coast运营着头等舱休息室，Network West Midlands还为车站提供公共交通信息点。
该站是西米德兰兹铁路（West Midlands Railway）和伦敦西北铁路（西米德兰兹火车公司旗下品牌）的罚站。该计划在列车上和车站的自动检票机上均可使用。其他使用该站的列车运营公司并不实行罚单制。

### 污染
该站现在完全是地下站。
尽管整个车站在1960年代已实现电气化，但仍有大量的柴油列车运行。
车站内的污染程度一直是巨大的问题，尤其是氮氧化物的污染，造成健康问题。

### 服务公司
自英国铁路公司私有化以来，已有13家火车公司定期在新街停靠。Arriva Trains Wales、Avanti West Coast、Central Trains、CrossCountry、First North Western、London Midland、Silverlink、Virgin CrossCountry、Virgin Trains West Coast、Transport for Wales、Wales & Borders、Wales & West和West Midlands Trains。
目前，Avanti West Coast、CrossCountry、Transport for Wales和West Midlands Trains提供从新街出发的服务。Chiltern铁路公司在工程施工期间偶尔也会使用新街。
西米德兰兹火车公司在车站设有一个列车编组仓库，并在车站附近停放一些列车过夜。大多数情况下，他们使用Soho TMD的电力牵引车组，其非电力车组存放在伯明翰东南面的Tyseley TMD。
CrossCountry 也在车站经营一个列车机组库；它使用 Tyseley TMD（英铁170级），其 Voyagers 设在中央河流TMD。

## 路线和服务

### 途径线路
周一至周六非高峰期的基本服务，以每小时（时速）为单位的列车服务如下。

#### Avanti西海岸
每小时3班车到伦敦尤斯顿（1班经Rugby，1班经Watford Junction，1班经Milton Keynes Central）。所有列车在伯明翰国际和考文垂停靠。
经普雷斯顿和卡莱尔（Preston和Carlisle）前往格拉斯哥中心或爱丁堡Waverley（每小时交替开行）。

#### CrossCountry
2班/小时（tph），经斯塔福德和斯托克城到曼彻斯特皮卡迪利。
往布里斯托（Bristo Temple Meads）的2次/小时，其中有1次可直达普利茅斯（Plymouth），也有1次可直达彭赞斯（Penzance）。
经德比到诺丁汉，每小时2班。
2tph到莱斯特，其中一条经彼得堡到斯坦斯特德机场。
2tph经牛津到雷丁，其中一些继续到南安普顿中心和伯恩茅斯。
经格洛斯特和纽波特到卡迪夫中心，每小时1班。
1tph经谢菲尔德和唐卡斯特到纽卡斯尔。
1次/小时，途经利兹和纽卡斯尔到爱丁堡Waverley，继续交替开往格拉斯哥中心或邓迪和阿伯丁。

#### 西米德兰列车
3tph至Bromsgrove，
3tph到雷迪奇，
2tph至Four Oaks，
2tph至利奇菲尔德市，
2tph到利奇菲尔德特伦特河谷，
2tph到沃弗汉普顿，
2tph至Walsall，
2tph至Rugeley Trent Valley，
2tph，经考文垂和北安普顿到伦敦尤斯顿，
2tph至利物浦莱姆街(Lime Street)，经Crewe。
1tph，经Adderley Park到伯明翰国际机场。
1tph经Bromsgrove & Worcester Foregate Street至Hereford
2tph，经沃尔弗汉普顿到什鲁斯伯里。

#### 威尔士交通局
1tph至伯明翰国际
1tph至什鲁斯伯里，继续交替前往切斯特和霍利海德或阿伯斯特维思特/普维尔赫利

### 接驳交通

#### 西米德兰Metro
新街由西米德兰兹地铁有轨电车系统提供服务，从车站正门外的Stephenson街的Grand Central有轨电车站出发。该站于2016年5月30日地铁市中心支线投入运营时开通。该站是目前西米德兰兹地铁一号线的终点站，提供了一条通往雪山站及以后到沃尔夫汉普顿的线路。
最初计划将Grand Central作为市中心延伸线的终点站。但是，后来决定进一步向百周年广场方向延伸，后来又决定向Edgbaston方向延伸，目前正在进行中。

#### 市内其他火车站
新街站距离伯明翰摩尔街660码（600米）；是该市第二繁忙的火车站。虽然进入新街的铁路线直接从摩尔街站下穿过，但没有铁路连接。2013年，两站之间开通了一条新的直达人行道。新街站距离伯明翰雪山站1,100码（1,000米）；向北步行10分钟即可到达，或者乘坐西米德兰兹地铁短途电车即可到达。

## 事件
1921年11月26日，新街站的米德兰公司部分月台发生了一起严重事故，一辆从布里斯托开来的快车撞上了一列停靠在4号站台的开往德比的列车的车尾。造成了动力机车损坏、列车延误。碰撞导致德比向列车的警卫车底盘插入前一节客车车厢内。事故造成3人死亡，24人受伤。後來的研訊裁定，快車因司機失誤而越過危險訊號，加上當時的天氣濕潤，導致列車在嘗試剎車時發生車輪打滑。

## 外部連結
- New Street - New Start